# 湯前站

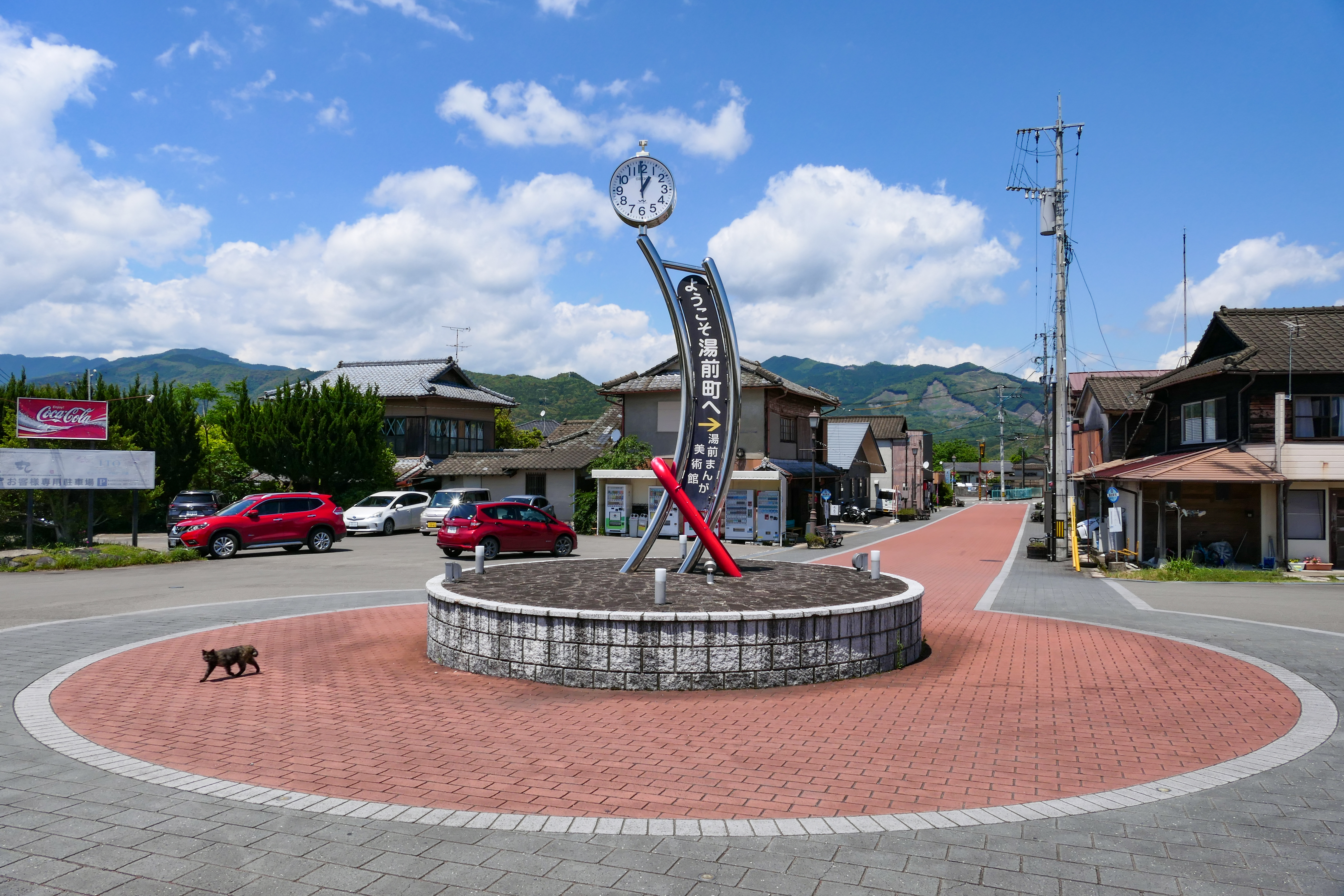
月台(2023年5月)

湯前站（日语：／ Yunomae eki */?）是一位於日本熊本縣球磨郡湯前町，由球磨川鐵道所經營的鐵路車站，是該公司所經營的湯前線之終點站。

## 車站構造
月台2面1線的終點站、北側的站舍是有人站、車站下設有電話。
平常多使用北側月台、站舍和站舍以交流中心｢湯～とぴあ｣為出入口。
南側的月台有弧線的裝飾，平常較少使用，不過南側月台也有剪票口等設施。

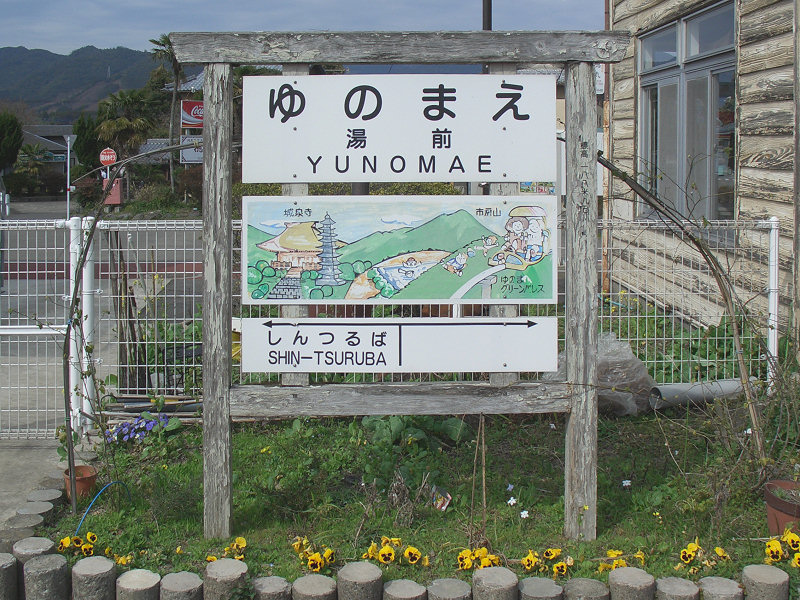
繪有鄰近的観光地點和自然風景的站名牌
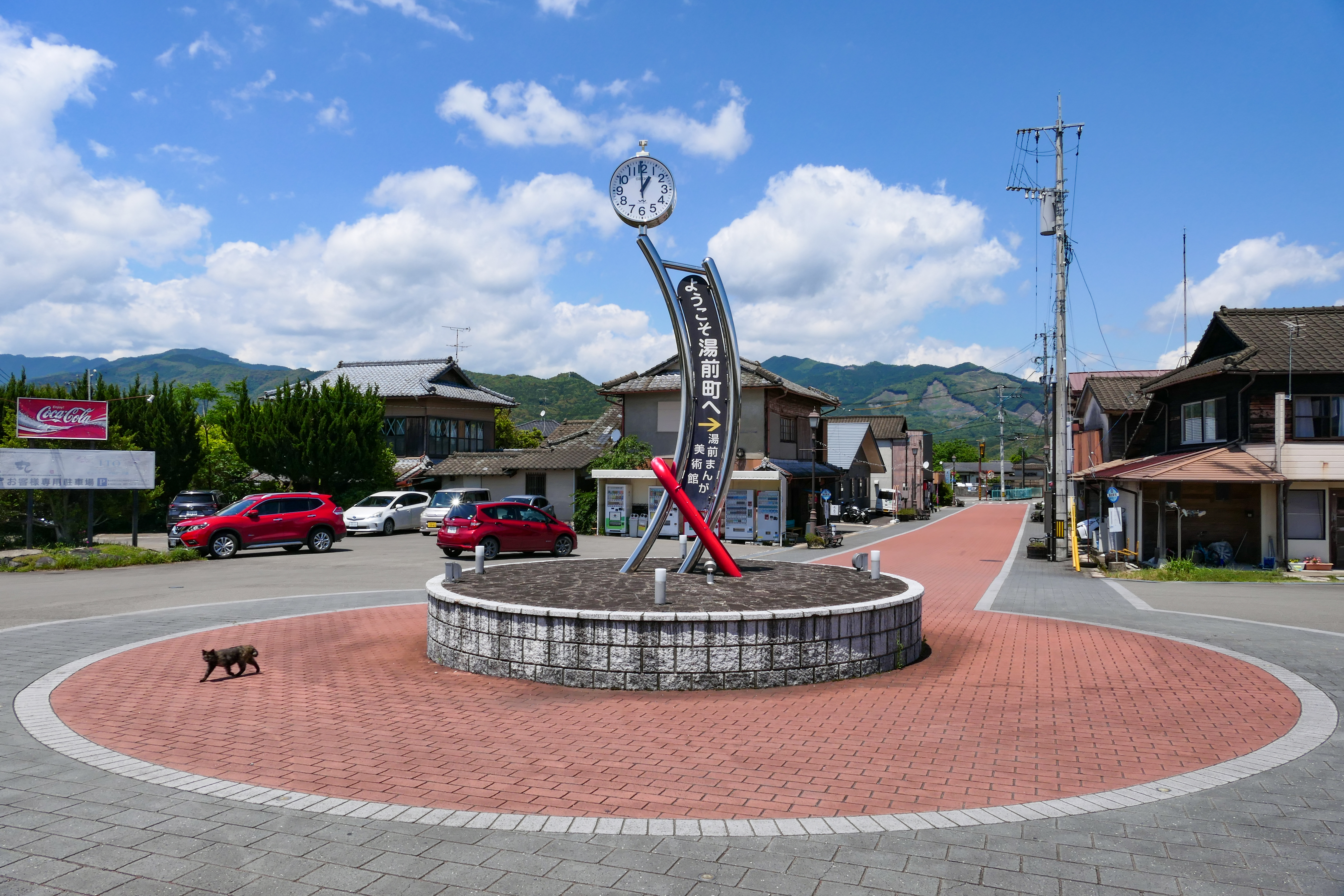
站前迴路(2023年5月)
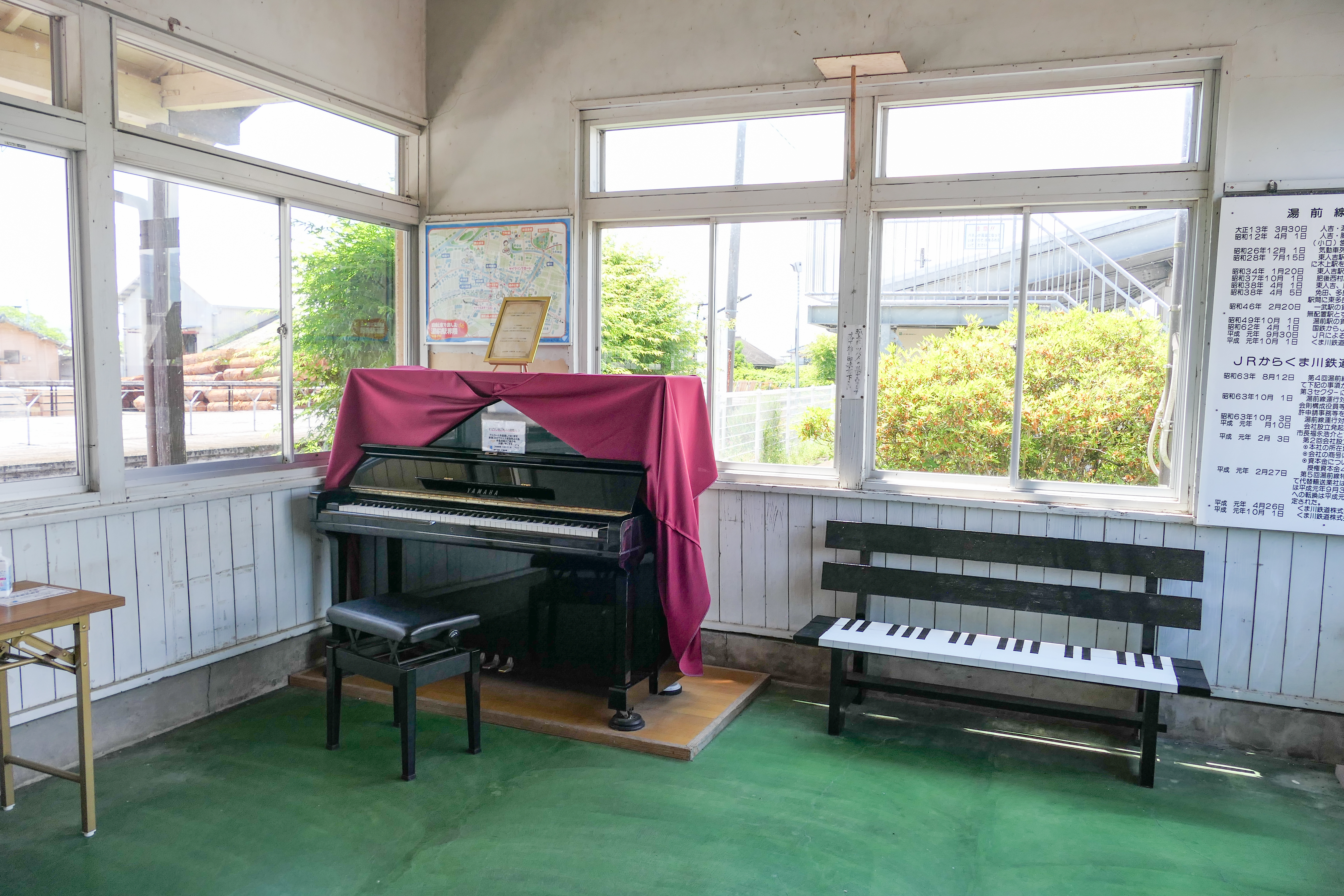
站房內的鋼琴(2023年5月)
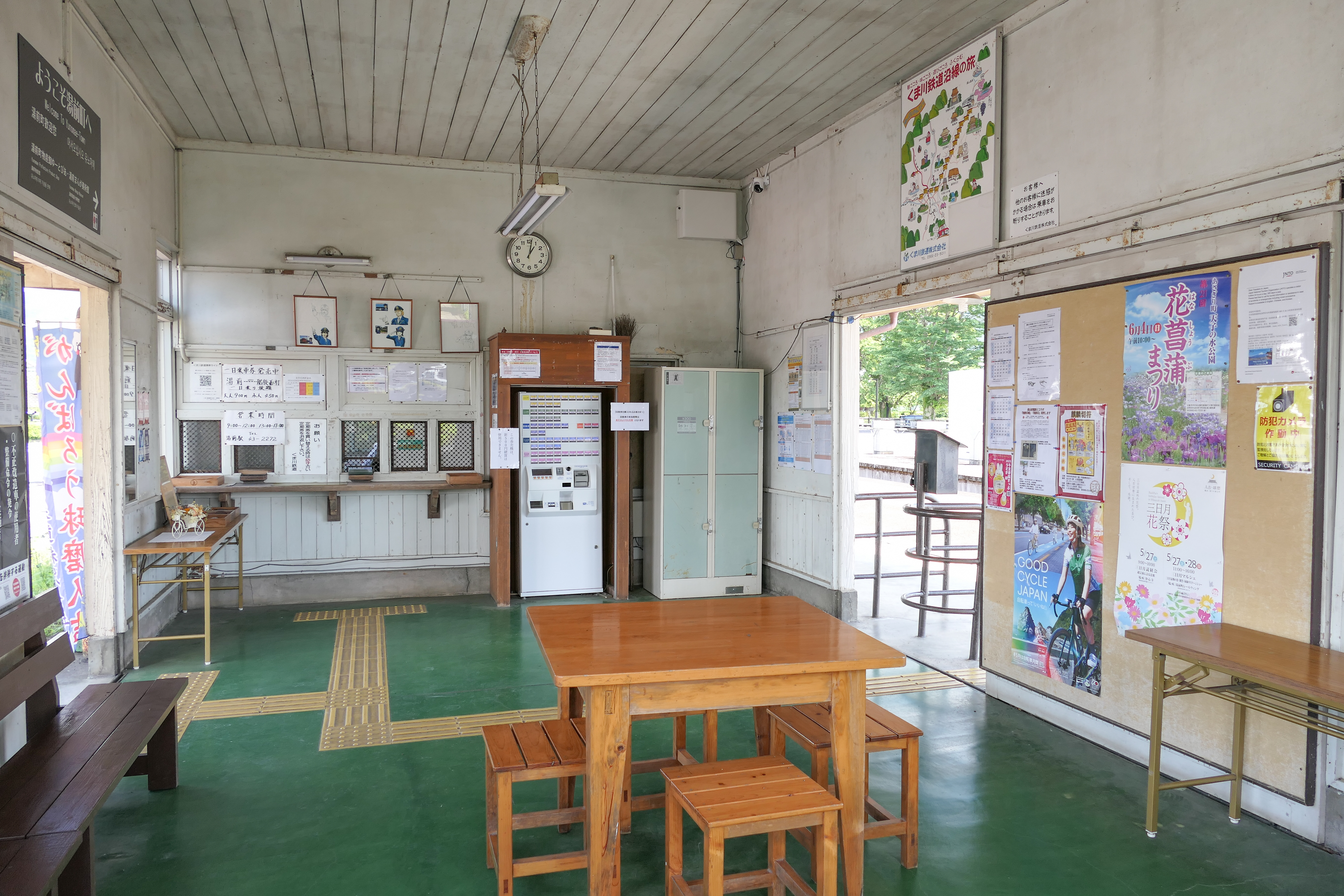
站房內部(2023年5月)

## 車站週邊
站前有產交巴士的湯前站前公車站和西米良村營巴士的湯前公車站。
本站位於湯前町中心，附近有許多商店。

### 鄰近
- 交流中心｢湯～とぴあ｣ - 和站舍相接。從這裡也可以進入月台。
- 湯前町商工會館 - 約30公尺。
- 湯前町立湯前漫畫美術館（那須良輔記念館、熊本藝術建築（日语：くまもとアートポリス）（KAP）參賽建築）- 站東方約50公尺。步行1分鐘。

展示諷刺漫畫家那須良輔的原畫等。
- 國道219號 - 本站北側約100公尺。
- 縣道43號錦湯前線 - 本站東側約100公尺。
- 湯前郵局 - 約400公尺。國道219號上。

### 遠方
- 明導寺 - 約700公尺。熊本縣道43號錦湯前線上。

重要文化財阿彌陀堂，為日本的佛教寺院，擁有特殊的建築。
- 湯前町公所 - 約80公尺。位於熊本縣道43號錦湯前線上。
- 肥後銀行湯前分行

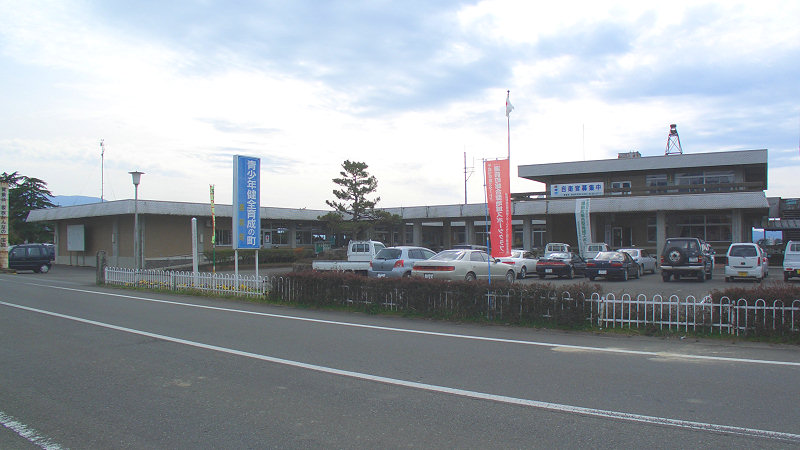
湯前町公所
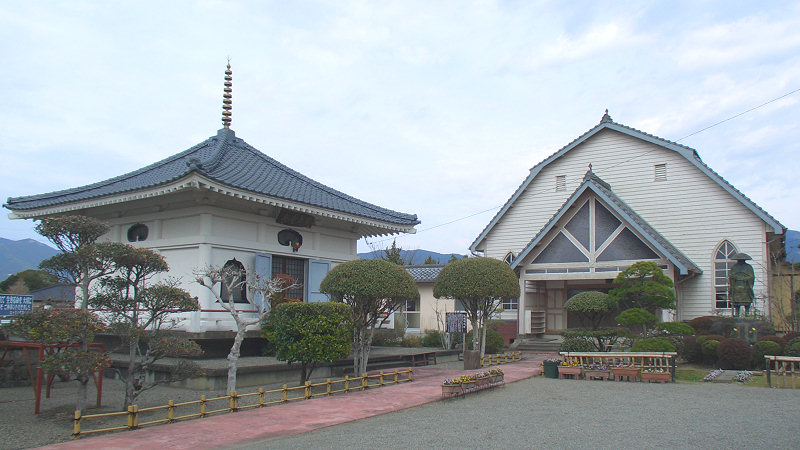
明導寺
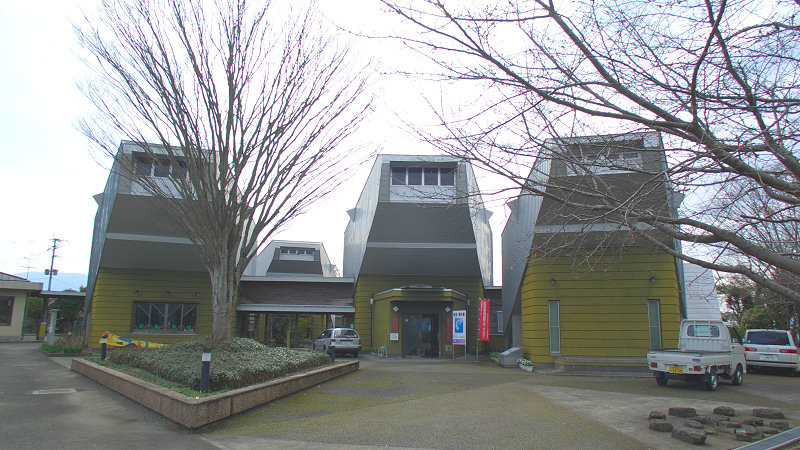
湯前まんが美術館
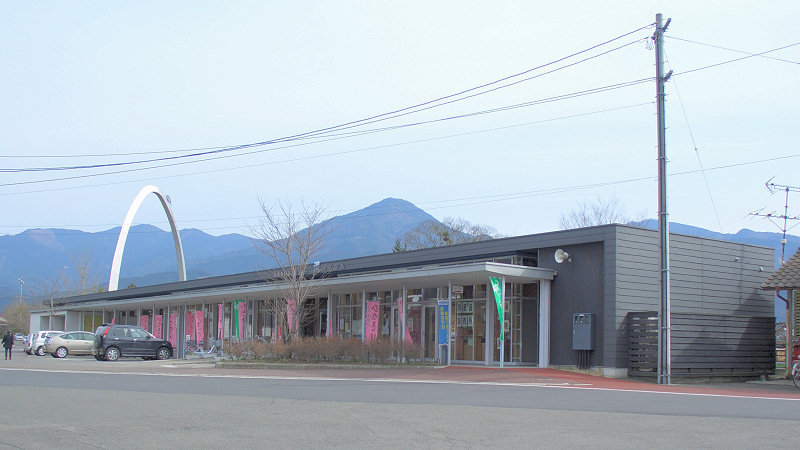
交流中心｢湯～とぴあ｣

## 歷史
- 1924年3月30日 設立。
- 1987年4月1日 - 國鐵分割民營化後成為九州旅客鐵道（JR九州）轄下的車站。
- 1989年10月1日 - 湯前線交由球磨川鐵道營運。

## 相鄰車站
球磨川鐵道
湯前線
新鶴羽－湯前

## 外部連結
- 球磨川鐵道各站資訊 （页面存档备份，存于）（日語）